# Vall d'Àrreu
La vall d'Àrreu és una vall d'origen glacial dels Pirineus, situada dintre del massís de Beret, que desemboca a la dreta de la vall del Noguera Pallaresa. La seva superfície és de més de 2.000 hectàrees, la majoria de les quals estan incloses en el Parc Natural de l'Alt Pirineu. La vall té forma d'embut, amb nombroses valls secundàries a la seva capçalera. Excepte en el peu de la vall situat a l'est, està rodejada d'una carena de muntanyes entre les quals destaca el pic de Rosari de Baciver, que amb 2.617 metres és el més alt de la vall. El riu d'Àrreu neix a la capçalera de la vall i desaigua al Noguera Pallaresa.
És una de les poques valls verges de la zona, no havent patit obres hidroelèctriques ni d'instal·lació de línies d'alta tensió, i l'aprofitament forestal és escàs o inexistent. Als peus de la vall es troba el poble deshabitat d'Àrreu, al qual només s'hi podia accedir per un camí de ferradura. L'any 2019 es construí una pista forestal per accedir-hi.
La vall està inclosa en el terme municipal d'Alt Àneu, a la comarca del Pallars Sobirà.

## Geografia
La vall d'Àrreu té la característica forma d'embut. La seva capçalera està formada per una sèrie de valls secundàries d'origen glacial que contenen estany situats entre els 2.000 i els 2.380 metres d'altitud, amb emissaris que aigües avall conflueixen cap a la vall principal. De nord cap a sud, els circs de capçalera són els següents:
- Circ dels Plans, centrat en els Plans d'Isavarre, el qual conté l'estany dels Plans i el Superior de Rosari.
- Circ de l'estany de Garrabea. Conté l'estany de Garrabea i les estanyoletes de Garrabea. Aquest circ i l'anterior desaigüen en l'estany de Rosari d'Àrreu.
- Circ de l'estany del Muntanyó. Separat de l'anterior pel serrat de Garrabea. Desaigua als aiguamolls dels Clots de Rialba
- Circ de Rialba. És una vall amb forma de mitja lluna amb la planúria dels Clots de Rialba com a centre. D'aquest punt neix el riu Barranc del Muntanyó, tributari del riu d'Àrreu.

Al sud de la vall principal hi ha dues valls secundàries disposades en sentit est-oest, obertes a llevant. Són les valls del Barranc de Monars i del Torrent de la Mata de Borén.

### Cims, serres i colls
En el sentit de les agulles del rellotge, començant en el punt més al nord, es troben els següents elements geogràfics:

#### Vessant septentrional (N)
Per l'orientació de la vall, el vessant septentrional es realment curt. Separa la vall d'Àrreu de l'aranesa vall de Marimanha. Està compost pels següents cims.
- Pic de Marimanya, de 2.679,3 metres d'altitud. Punt on neix un arc que tanca pel nord els Tarters dels Plans, una petita i pedregosa vall secundària que forma part del circ de capçalera de la vall d'Àrreu.
- Pic de Rosari de Baciver, de 2.617 metres. Es troba al cap del Circ dels Plans, el qual allotja els estanys dels Plans.

#### Vessant oriental (E)
Segueix una línia diagonal, amb una orientació en sentit nord-oest sud-est, limitant la vall d'Àrreu tant per l'est com pel nord. Està format pel Serrat dels Plans, una serra contínua que separa la vall d'Àrreu de la d'Airoto. A partir del pic de Lo Faro, de 2.108,7 metres d'altitud, va perdent altura ràpidament fins a arribar al Noguera Pallaresa. El poble d'Àrreu es troba al coster del serrat, a una altura de 1.258,1 metres.

#### Vessant meridional (S)

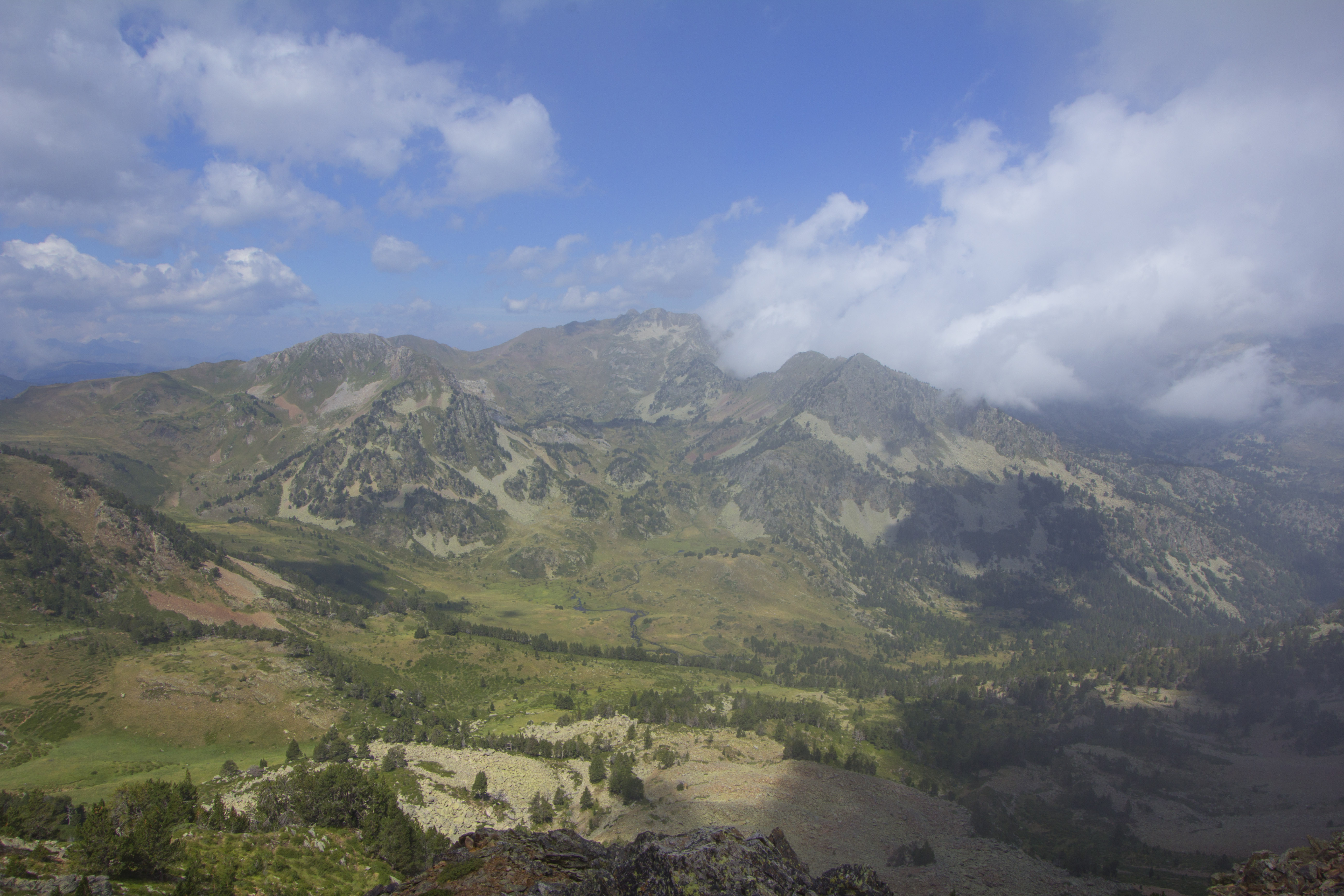
Clots de Rialba i el Tuc de la Cigalera des del Pic de la Plana

Separa la vall d'Àrreu de la vall de la Bonaigua. Començant per llevant, els cims més rellevants són els següents:
- Serra de Les Roies, la qual s'inicia al poble de Sorpe, i guanya alçada ràpidament fins a assolir un màxim de 2.189,2 metres.
- Pic del Muntanyó, de 2.454 metres d'altitud.
- El Cap de Comials, de 2.441 metres.
- Coll de l'estany Pudo, de 2.337 metres.
- Tuc de la Cigalera, de 2.497 metres.
- Collada del Muntanyó, de 2.428,7 metres.

#### Vessant occidental (O)
Separa la vall d'Àrreu del Circ de Baciver, el qual forma part de la vall d'Aran geogràfica. En sentit sud-nord, els cims i colls més rellevants són els següents:
- Cap del Muntanyó d'Àrreu, de 2.626 metres d'altitud.
- Serra de Baciverols.
- Pic de Rosari, de 2.608 metres.
- Coll de Rosari, a 2.506 metres. Del coll del Rosari ascendeix un corriol fins al Pic de Rosari
- Collada dels estanys de Rosari, a 2.512 metres d'altitud.
- Pic de Marimanya.

### Estanys i Rius

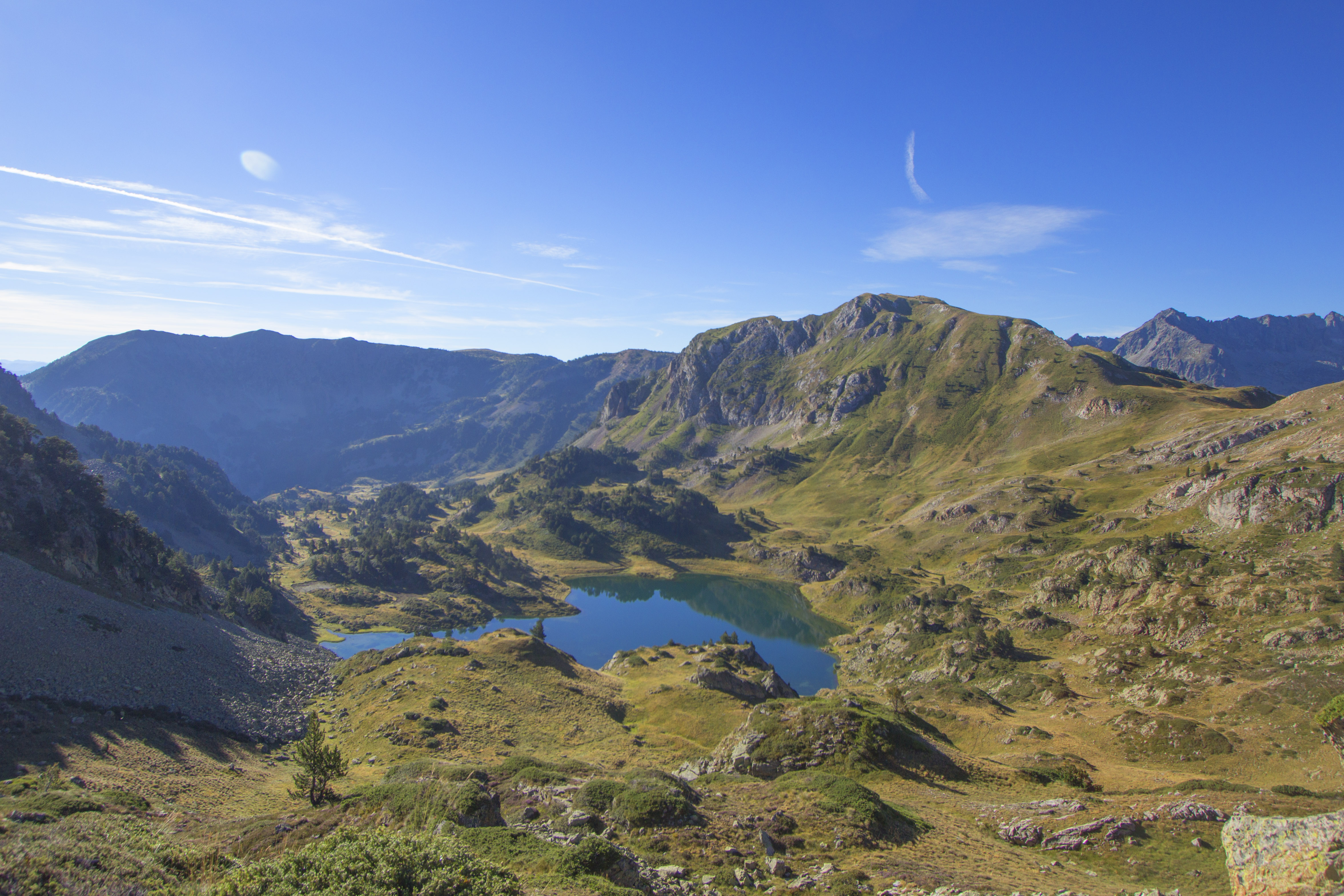
Estany Muntanyó

En els diversos circs de capçalera de la vall neixen rierols que desaigüen en estanys, que acaben unint-se en el riu d'Àrreu. Els estanys majors són els següents:
- Estany dels Plans, situat a 2.378 metres d'altitud als peus del circ glacial coronat pel pic de Rosari de Baciver. El seu emissari desguassa a l'estany Superior de Rosari.
- Estany Superior de Rosari, a 2.279 metres i ubicat als Plans d'Isavarre. El seu emissari alimenta l'estany de Rosari d'Àrreu.
- Estany de Garrabea, a 2.168 metres i situat al mig d'un circ glacial. El seu emissari alimenta l'estany de Rosari d'Àrreu.
- Estany de Rosari d'Àrreu, a 1.993 metres. El riu d'Àrreu neix en aquest estany.
- Estany de Muntanyó, a 2.205 metres. Aquest estany, juntament amb el de Rosari d'Àrreu, tenen unes característiques específiques que els distingeixen de la resta, formant part important dels estanys i molleres d'Àrreu.

El riu d'Àrreu neix a l'estany de Rosari d'Àrreu i es tributari del Noguera Pallaresa. Els seus principals afluents hi desaigüen per la dreta, i són els següents:
- Barranc del Muntanyó, que neix als aiguamolls dels Clots de Rialba, situats a 2.070 metres. A partir del seu naixement, el riu s'integra dintre d'un espès bosc de pi negre i neret fins desaiguà al riu d'Àrreu als 1.875 metres d'altitud.
- Barranc de Monars.
- Torrent de la Mata de Borén.

## Fauna i flora
A la vall d'Àrreu és present la fauna típica del Pirineu, incloent animals en perill de desaparèixer com el mussol pirinenc i la perdiu blanca, així com espècies artificialment introduïdes com l'os bru.
Respecte a la flora, es troben tots els estatges altitudinals de vegetació pirinenca, des dels 1.200 fins als 2.700 metres. Hi ha una important massa forestal dels estatges subalpí i alpí. Addicionalment, l'estany del Muntanyó i el del Rosari d'Àrreu són de fons calcari, al contrari de la majoria dels altres que són granítics. Això fa que la flora hi sigui diferent i tenen una alt valor ecològic.
A la part baixa de la vall, i també a les solanes, la vegetació està formada per antics conreus i prats de pastura oberts entre restes de rouredes de roure de fulla gran, arbres caducifolis i matollars de bàlec amb gramínies. A la part obaga hi trobem un bosc caducifoli mixt molt frondós, format per roures, freixes, bedolls, om de muntanya, pollancres, etc.. que va essent substituït en alçada majoritàriament per pi roig.
Més amunt del poble d'Àrreu la vessant solana està ocupada pels antics prats de dall amb avellaners i arbres dispersos, mentre que a l'obaga hi trobem vessants molt pendents amb boscos vells d'avet blanc i tremoledes, alternats amb bedollars, que són els primers ocupants de les faixes per les que ha baixat una allau. A l'estatge subalpí hi trobem els boscos de pi negre i, vora els rius, hi podem trobar la llirga.

## Excursions i travesses
L'aïllament de la vall ha provocat que no disposi d'una infraestructura que faciliti les excursions. El refugi de muntanya més proper és el de la veïna vall d'Airoto.

### Senderisme
Un corriol recorre la vall des del peus fins a la capçalera passant per l'estany de Rosari d'Àrreu. Surt del Pont d'Àrreu als 1.114,7 metres d'altitud i va enlairant-se fins a arribar a l'estany de Garrabea, on es desvia cap al sud-oest per anar cap a la vall de la Bonaigua. El seu punt més alt és al coll de l'estany Pudo, a 2.332 metres.

## Impacte humà

### Habitat tradicional
Als peus de la vall es troba el poble abandonat d'Àrreu. A prop, al altre costat del riu d'Àrreu, està situada l'ermita romànica de la Mare de Déu de les Neus d'Àrreu. Una mica més amunt de l'ermita i a l'altre costat del riu, s'aprecien les ruïnes de la serradora que havia al costat del pont que creua el riu d'Àrreu. Les restes del castell d'Àrreu estan situades al cim d'un petit turó als peus de la vall.
Uns 450 metres al sud de l'actual poble es troben les Bordes d'Àrreu, que fin 1803 era la ubicació del poble. Fou destruit per una allau, que matà a 17 dels seus 88 habitants, motiu pel qual es decidí edificar les noves cases en l'indret actual, més arrecerat.

### Ampliació fallida de Vaquèira Beret
Entre els anys 2000 i 2019 l'estació d'esquí de Baqueira-Beret va preveure ampliar les seves instal·lacions per la vall d'Àrreu, projectant 15 nous remuntadors mecànics, 18 pistes d'esquí, 3 restaurants, 3 edificis d'allotjaments, 2 preses d'aigua, 20 quilòmetres de pistes i 15 quilòmetres de canalitzacions per la neu artificial, fent necessari amplis moviments de terres i tales de boscos. També s'incloïa un aparcament de cotxes a Sorpe, punt de partida de les telecadires. Des de ben aviat el projecte provocà un fort moviment social contrari. Finalment la Comissió Europea prohibí el projecte per l'elevat impacte ambiental que implicava. La major part de la vall s'integrà al Parc Natural de l'Alt Pirineu.

## Homenots

### Pere Arnalot
A mitjans dels anys 20 del segle XX aparegueren els primers excursionistes, socis del Centre Excursionista de Catalunya i encapçalats per Pere Arnalot, els quals muntaren per uns dies un campament prop de l'estany Muntanyó. Aquesta estada fou la segona d'una llarga sèrie de campaments que aviat es convertirien en els famosos "Campaments Fabra" que es durien a terme en la zona de l'alt Pallars Sobirà, especialment a la vall de Monestero.